# Chi Manh
Anthus là một chi chim nhỏ, đuôi dài trong họ Motacillidae.

## Các loài
- Anthus antarcticus
- Anthus australis
- Anthus berthelotii
- Anthus bogotensis
- Anthus brachyurus
- Anthus caffer
- Anthus campestris
- Anthus cervinus - Chim manh họng đỏ.
- Anthus chacoensis
- Anthus chloris
- Anthus cinnamomeus - Chim manh Châu Phi
- Anthus correndera
- Anthus crenatus
- Anthus furcatus
- Anthus godlewskii
- Anthus gustavi
- Anthus gutturalis
- Anthus hellmayri
- Anthus hodgsoni - Chim manh Vân Nam.
- Anthus hoeschi
- Anthus leucophrys
- Anthus lineiventris
- Anthus longicaudatus
- Anthus lutescens
- Anthus melindae
- Anthus nattereri
- Anthus nilghiriensis
- Anthus novaeseelandiae
- Anthus nyassae
- Anthus pallidiventris
- Anthus petrosus
- Anthus pratensis
- Anthus pseudosimilis
- Anthus richardi - Chim manh lớn.
- Anthus roseatus - Chim manh hồng, chim manh phớt hồng.
- Anthus rubescens - Chim manh bụng vàng, chim manh lưng xám.
- Anthus ruficollis
- Anthus rufulus - Chim manh Miến Điện.
- Anthus similis
- Anthus sokokensis
- Anthus spinoletta - Chim manh Nhật Bản, chim manh nước.
- Anthus spragueii
- Anthus sylvanus
- Anthus trivialis
- Anthus vaalensis

## Hình ảnh
Một số hình ảnh về loài chim Anthus:

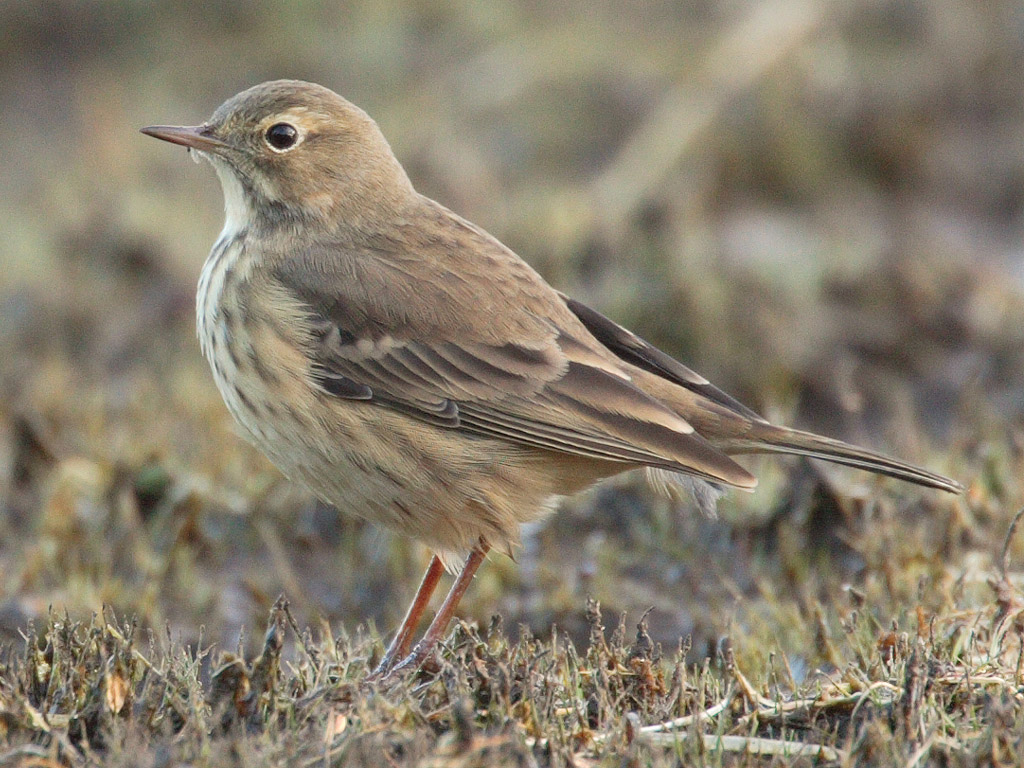
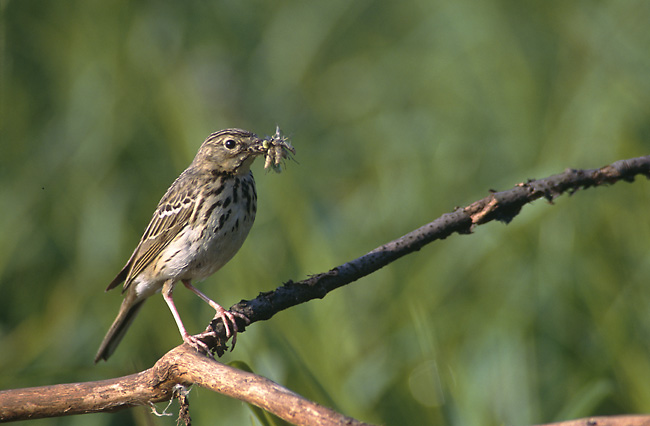
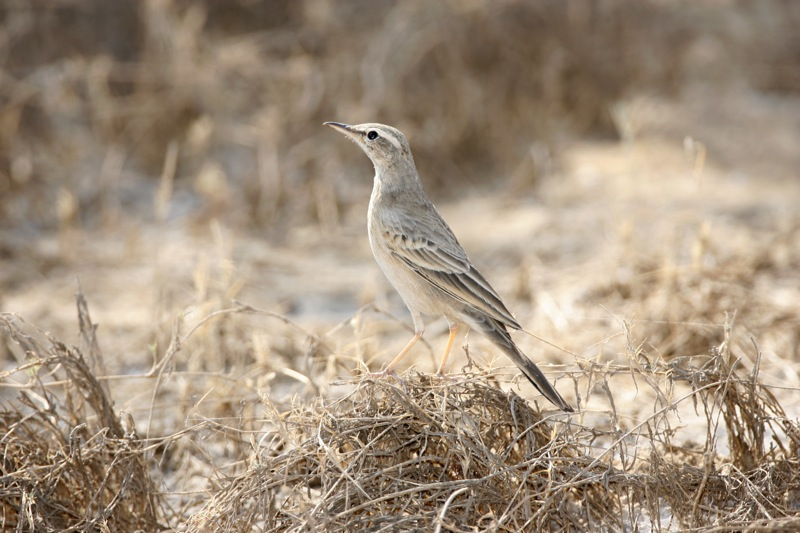
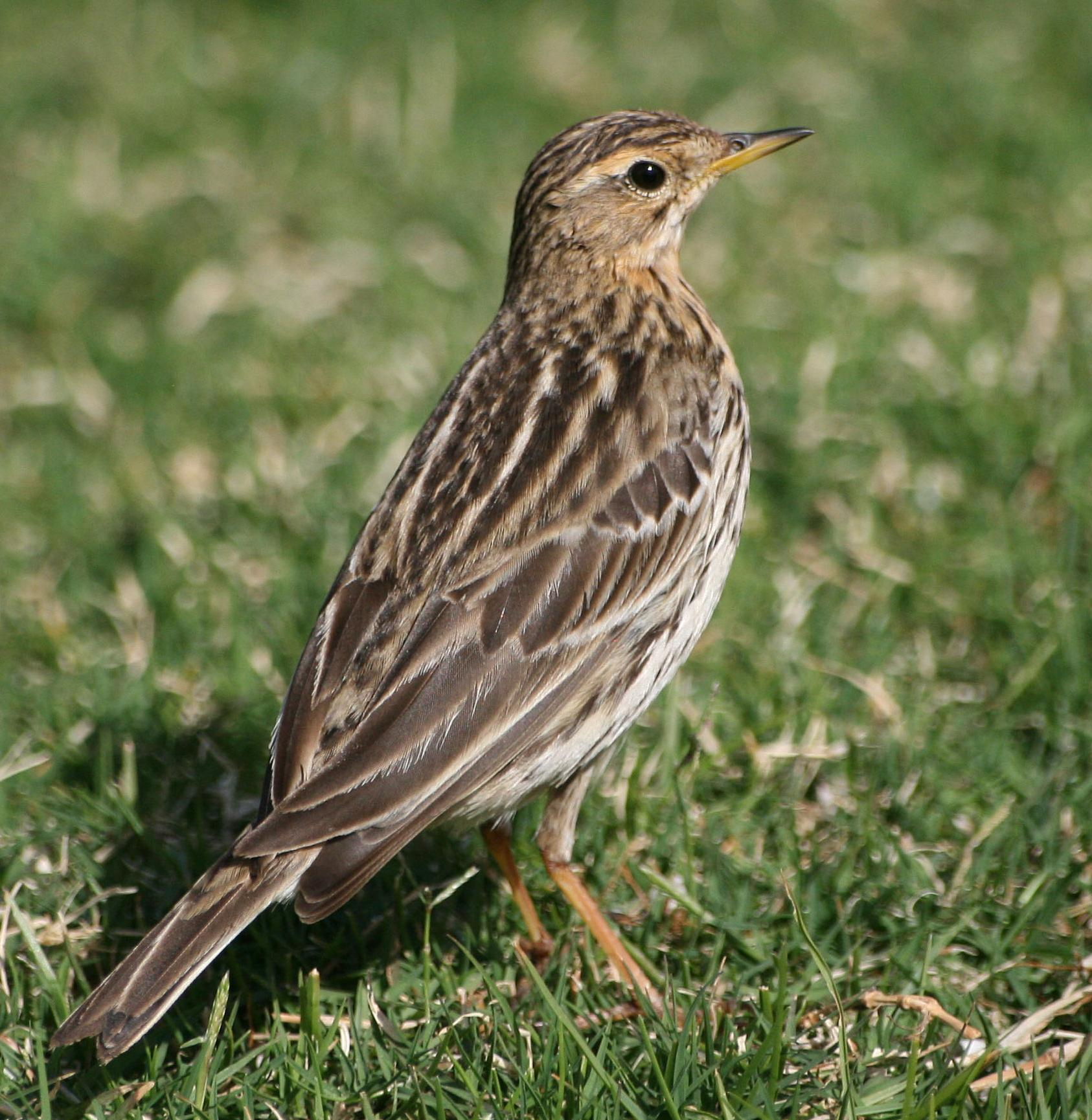
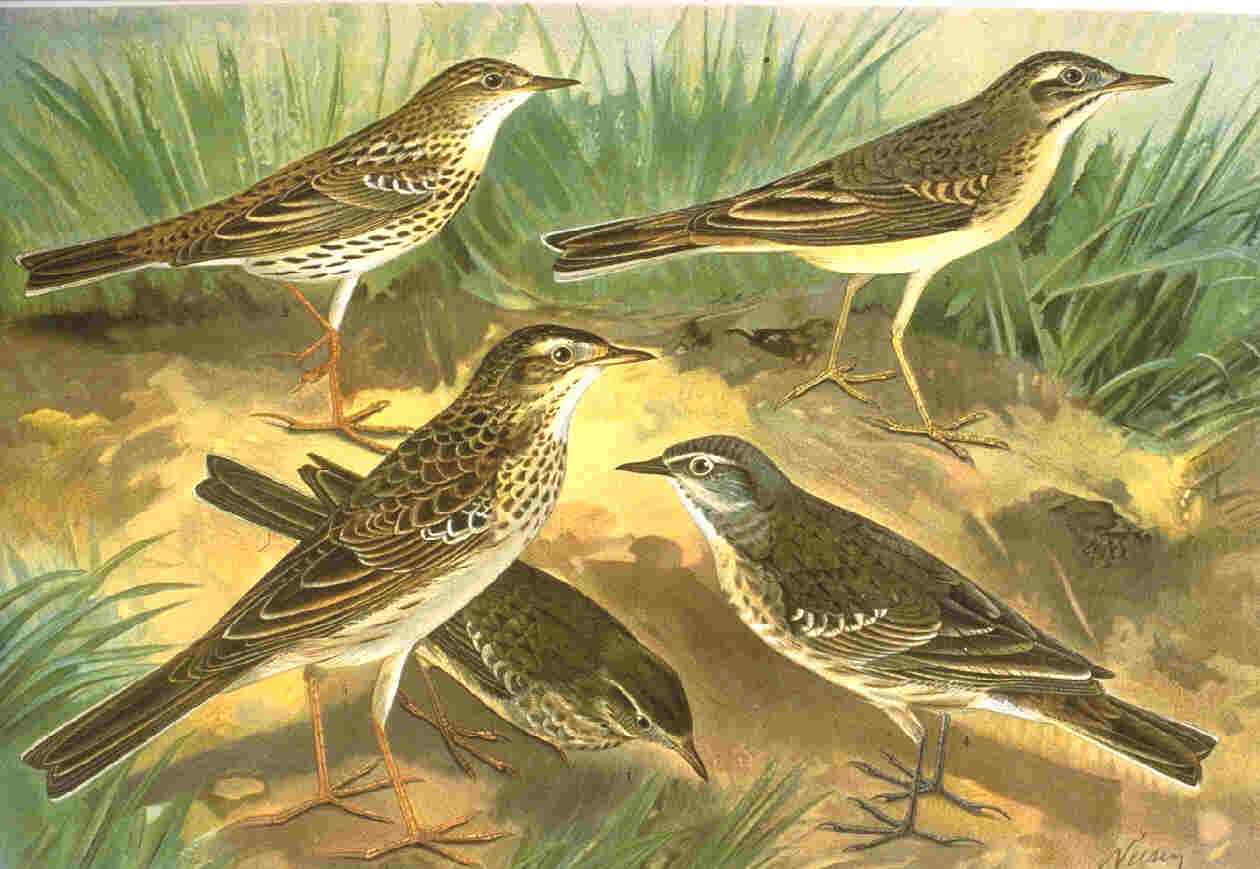